# Ефремовский (Волгоградская область)
Ефремовский — опустевший хутор в Клетском районе Волгоградской области России, в составе Перелазовского сельского поселения.

## История
Дата основания не установлена. В 1873 году проживало 71 мужчина и 67 женщин. Население было преимущественно неграмотным. По переписи 1897 года в слободе проживали 79 мужчин и 118 женщин, из них грамотных мужчин 25, грамотных женщин нет. Посёлок являлся центром Ефремовской волости, в состав которой по состоянию на 1897 год входили посёлки Варламовский, Ефимовский, Калмыковский, Липово-Алексеевский, Мордовский. К 1915 году посёлок получил статус слободы. Согласно алфавитному списку населённых мест Области Войска Донского 1915 года в слободе Ефремовской имелось волостное и сельское правления, земельный надел сельского общества составлял 180 десятин, всего в слободе проживало 115 мужчин и 90 женщин.
В 1921 году включён в состав Царицынской губернии. С 1928 года — в составе Клетского района Сталинградского округа (упразднён в 1930 году) Нижне-Волжского края (с 1934 года — Сталинградского края, с 1936 года — Сталинградской области, с 1961 года — Волгоградской области). В том же году Ефремовский сельсовет был упразднён, хутор включён в состав Перелазовского сельсовета

## Общая физико-географическая характеристика
Хутор расположен в степи, на правом берегу реки Куртлак, ниже устья Крепкой, в пределах южной покатости Донской гряды, на высоте около 90 метров над уровнем моря. Рельеф местности холмисто-равнинный, у реки Куртлак обрывы. Почвы — тёмно-каштановые солонцеватые и солончаковые.
Географическое положение
По автомобильным дорогам расстояние до областного центра города Волгограда составляет 190 км, до районного центра станицы Клетской — 66 км.
Часовой пояс
Ефремовский, как и вся Ростовская область, находится в часовой зоне МСК (московское время). Смещение применяемого времени относительно UTC составляет +3:00.

## Население
Динамика численности населения по годам:
| 1873 | 1897 | 1915 | 1987 |
| ---- | ---- | ---- | ---- |
| 138  | 179  | 205  | ≈60  |

| 2010 |
| ---- |
| 0    |

## Инфраструктура
Личное подсобное хозяйство.

## Транспорт
В 3 км от хутора проходит региональная автодорога Серафимович — Суровикино.